# یواس‌اس اس‌سی-۳۷
یواس‌اس اس‌سی-۳۷ (به انگلیسی: USS SC-37) یک زیردریایی بود که طول آن ۱۱۰ فوت (۳۴ متر) بود. این زیردریایی در سال ۱۹۱۸ ساخته شد.